# Летчер (округ, Кентуккі)
Шаблон:StateAbbr_ 37°07′ пн. ш. 82°51′ зх. д. / 37.12° пн. ш. 82.85° зх. д.
Округ  Летчер (англ. Letcher County) — округ (графство) у штаті  Кентуккі, США. Ідентифікатор округу 21133.

## Історія
Округ утворений 1842 року.

## Демографія
За даними перепису 
2000 року 
загальне населення округу становило 25277 осіб, зокрема міського населення було 87, а сільського — 25190.
Серед мешканців округу чоловіків було 12366, а жінок — 12911. В окрузі було 10085 домогосподарств, 7461 родин, які мешкали в 11405 будинках.
Середній розмір родини становив 2,94.
Віковий розподіл населення поданий у таблиці:
| Стать    | До 15 років | 15-21 | 22-29 | 30-39 | 40-49 | 50-65 | 65-85 | Понад 85 |
| -------- | ----------- | ----- | ----- | ----- | ----- | ----- | ----- | -------- |
| Чоловіки | 2496        | 1294  | 1269  | 1765  | 2069  | 2192  | 1181  | 100      |
| Жінки    | 2298        | 1262  | 1239  | 1881  | 2054  | 2275  | 1656  | 246      |

## Суміжні округи
- Пайк — північний схід
- Вайз, Вірджинія — південний схід
- Гарлан — південь
- Перрі — південний захід
- Нотт — північний захід

## Виноски
1. ↑  U.S. Decennial Census. United States Census Bureau. Архів оригіналу за 26 квітня 2015. Процитовано 17 серпня 2014.
2. ↑  Historical Census Browser. University of Virginia Library. Архів оригіналу за 11 серпня 2012. Процитовано 17 серпня 2014.
3. ↑  Population of Counties by Decennial Census: 1900 to 1990. United States Census Bureau. Архів оригіналу за 13 жовтня 2014. Процитовано 17 серпня 2014.
4. ↑  Census 2000 PHC-T-4. Ranking Tables for Counties: 1990 and 2000 (PDF). United States Census Bureau. Архів оригіналу (PDF) за 18 грудня 2014. Процитовано 17 серпня 2014.
5. ↑  State & County QuickFacts. United States Census Bureau. Архів оригіналу за 7 червня 2011. Процитовано 6 березня 2014.(англ.) Наведено за англійською вікіпедією.
6. ↑  American FactFinder. Бюро перепису населення США. Архів оригіналу за 26 лютого 2012. Процитовано 31 січня 2008.

| США | Це незавершена стаття з географії США. Ви можете допомогти проєкту, виправивши або дописавши її. |